# Elle-Mie Ejdrup Hansen
 Elle-Mie Ejdrup Hansen, (født 1958 i Fårvang) er en dansk kunstner uddannet på Designskolen Kolding.

## Kunstnerisk praksis
Elle-Mie Ejdrup Hansen arbejder konceptuelt med det skulpturelle og rumlige, herunder 'linien', som er et gennemgående tema i flere af hendes værker. Hun er især kendt for sine store stedsspecifikke og sociale værker i det offentlige rum med politisk og historisk indhold, herunder værket ”Fredsskulptur 1995” langs den Jyske Vestkyst i forbindelse med 50 året for Danmarks befrielse.
Medlem af Dansk Kunstnersamfund, Billedhuggersektionen.

## Udvalgte værker
- "Freihet", skitseforslag, Tempelhof, Berlin (2015)
- ”One Hundred Meters Sky”, Sculpture by the Sea (2013)
- ”Lys og stemmer”, udendørs installation i seks Østjyske landskaber i samarbejde med komponist Marie Højlund (2012)
- ”Gellerup – Light and Change”, Gellrupparken, Århus (2010)
- ”Fra aften til morgen”, LED-lys installation, Gestengen (2009)
- “The Sound of”, Rådhuset Ringkøbing- Skjern (2009)
- “Linien – Lyset”, 4 maj 1995 og “Fredsskulptur 1995”, 5 maj – 15 August 1995

## Udgivelser
- 'Himlen Ind - Lyset Ned - Blikket Ud’ (2015)
- 'Freiheit' (oplag 30 stk) (2015)
- 'LYS - Landskab og Stemmer' (2012)
- 'Space and Spatiality' (2002)
- 'Fredsskulptur' (1995)
- 'Fredsskulptur Skitser' (1995)
- 'Linien - Lyset' (1993)

## Udsmykninger
Langenæs Kirke, Århus (2014), Atletion, Aarhus (2011), “The Line”, Thyborøn Harboør (2001), Altertavlen i Adventskirken, Vanløse (2000), “Earth”, Struer Skolen (1996).

## Hædersbevisninger
Farveprisen 2015, Nordea Fundation Prize for værket “One hundred Meters Sky” på udstillingen Sculpture by the Sea (2013), Statens Kunstfonds arbejdslegat (2010), Anne Marie Talmanyis Legat (2009), Anna Nordlander, Nordic Art Prize (1997)

## Tillidsposter
Formand for Kunsthal Aarhus (2013-2015), Statens Værksteder for Kunst og Håndværk (2010-), Rådgiver for Vadehavsfestivallen 2010, Jurymedlem i konkurrencen “Sustainable living”, Kunstakademiet Arkitektskole (2009), Kunstkonsulent Århus Amt (2004-2006), medlem af tænketanken Kunst, teknologi kultur i Århus (2004-2005).

## Andet
Institutleder for industrielt Design og interaktive Medier på Designskolen Kolding fra 2001-2009.

## Artikler
6000 avis artikler i forbindelse med Fredsskulptur 1995 (af blandt andre Claus Bryld (1997 og 2015)).

## Eksterne link
- Elle-Mie Ejdrup Hansen på Filmdatabasen
- Kunstnerens egen hjemmeside Arkiveret 19. december 2014 hos  Wayback Machine
- Langenæskirken i Århus Arkiveret 1. oktober 2015 hos  Wayback Machine
- artikel i Samvirke Arkiveret 16. august 2014 hos  Wayback Machine
- DR dk VORES KUNST Weilbachs Arkiveret 19. maj 2015 hos  Wayback Machine
- Elle-Mie Ejdrup Hansen på Kunstindeks Danmark/Weilbachs Kunstnerleksikon